# 岡田 (寒川町)
岡田（おかだ）は、神奈川県高座郡寒川町にある地名。現行行政地名は、大字岡田と岡田一丁目から岡田七丁目。住居表示は、二丁目〜七丁目のみ実施済区域

## 地理
寒川町の東部に位置し、東に茅ヶ崎市と接している。

### 地価
住宅地の地価は、2023年（令和5年）1月1日の公示地価によれば、岡田2-8-20の地点で14万4000円/m2、岡田4-4-3の地点で12万6000円/m2となっている。

## 歴史

### 沿革
- 1986年（昭和61年）10月20日 - 住居表示の実施に伴い、大字岡田の一部を分離し、岡田三丁目から岡田八丁目を新設[5]。
- 2018年（平成30年）3月10日 - 住居表示の実施に伴い、大字岡田の一部を分離し、岡田二丁目を設置[5]。

## 世帯数と人口
2020年（令和2年）10月1日現在（国勢調査）の世帯数と人口（総務省調べ）は以下の通りである。
| 丁目       | 世帯数    | 人口    |
| ---------- | --------- | ------- |
| 岡田一丁目 | 368世帯   | 605人   |
| 岡田二丁目 | 363世帯   | 831人   |
| 岡田三丁目 | 572世帯   | 1,398人 |
| 岡田四丁目 | 540世帯   | 1,344人 |
| 岡田五丁目 | 350世帯   | 814人   |
| 岡田六丁目 | 194世帯   | 430人   |
| 岡田七丁目 | 709世帯   | 1,456人 |
| 岡田八丁目 | 399世帯   | 1,013人 |
| 計         | 3,495世帯 | 7,891人 |

### 人口の変遷
国勢調査による人口の推移。
| 年                 | 人口  |
| ------------------ | ----- |
| 1995年（平成7年）  | 9,112 |
| 2000年（平成12年） | 8,752 |
| 2005年（平成17年） | 8,823 |
| 2010年（平成22年） | 8,721 |
| 2015年（平成27年） | 8,459 |
| 2020年（令和2年）  | 8,245 |

### 世帯数の変遷
国勢調査による世帯数の推移。
| 年                 | 世帯数 |
| ------------------ | ------ |
| 1995年（平成7年）  | 3,108  |
| 2000年（平成12年） | 3,197  |
| 2005年（平成17年） | 3,458  |
| 2010年（平成22年） | 3,499  |
| 2015年（平成27年） | 3,545  |
| 2020年（令和2年）  | 3,652  |

## 事業所
2021年（令和3年）現在の経済センサス調査による事業所数と従業員数は以下の通りである。
| 大字・丁目 | 事業所数  | 従業員数 |
| ---------- | --------- | -------- |
| 岡田       | 16事業所  | 89人     |
| 岡田一丁目 | 98事業所  | 625人    |
| 岡田二丁目 | 47事業所  | 210人    |
| 岡田三丁目 | 54事業所  | 304人    |
| 岡田四丁目 | 33事業所  | 178人    |
| 岡田五丁目 | 24事業所  | 279人    |
| 岡田六丁目 | 28事業所  | 867人    |
| 岡田七丁目 | 23事業所  | 70人     |
| 岡田八丁目 | 9事業所   | 25人     |
| 計         | 332事業所 | 2,647人  |

### 事業者数の変遷
経済センサスによる事業所数の推移。
| 年                 | 事業者数 |
| ------------------ | -------- |
| 2016年（平成28年） | 332      |
| 2021年（令和3年）  | 332      |

### 従業員数の変遷
経済センサスによる従業員数の推移。
| 年                 | 従業員数 |
| ------------------ | -------- |
| 2016年（平成28年） | 2,854    |
| 2021年（令和3年）  | 2,647    |

## 交通

### 鉄道
- 東日本旅客鉄道（JR東日本） 相模線
  - 寒川駅

### 道路
- 神奈川県道45号丸子中山茅ヶ崎線
- 神奈川県道47号藤沢平塚線

## 施設
- 寒川町立寒川東中学校

## その他

### 日本郵便
- 郵便番号 : 253-0105[3]（集配局 : 寒川郵便局[14]）。